# Самкурашвили, Рати
Рати Самкурашвили (груз. რატი სამყურაშვილი, 19 декабря 1977 — 6 апреля 2020) — грузинский политик, депутат Парламента Грузии.

## Биография
В 1998 году окончил исторический факультет Тбилисского государственного университета (ТГУ). С 2000 по 2003 год был аспирантом кафедры политологии ТГУ, а с 2012 по 2014 год учился в Тбилисской школе политических исследований Совета Европы.
В 2001 году стал членом политического союза «Единое национальное движение», а с 2002 по 2003 год занимал должность заместителя национального секретаря союза. 2004—2008 гг. Избран в Грузинский парламент по партийному списку от избирательного блока «Национальное движение — демократы», заместитель председателя фракции «Национальное движение». 2008—2012 — член Грузинского парламента 7-го созыва по списку избирательного блока «Единое национальное движение — за победившую Грузию». Также был членом парламентской делегации в Ассамблее Совета Европы.
Состоял в гвардейском батальоне резервистов, кроме обучения военному делу, резервистов также готовили оказывать помощь населению в случае стихийных бедствий.
В 2013 году был задержан по подозрению в соучастии в незаконном обороте наркотиков